# KLM의 운항 노선
KLM은 다음과 같은 노선을 운항하고 있다.

## 운항 노선

### 아시아

#### 동아시아
- 대한민국
  - 서울 - 인천국제공항
- 중화인민공화국
  - 베이징 - 베이징 서우두 국제공항
  - 상하이 - 상하이 푸둥 국제공항
  - 샤먼 - 샤먼 가오치 국제공항
  - 청두 - 청두 솽류 국제공항
  - 항저우 - 항저우 샤오산 국제공항
- 홍콩
  - 홍콩 - 홍콩 첵랍콕 국제공항
- 일본
  - 도쿄 - 나리타 국제공항
  - 오사카 - 간사이 국제공항
- 중화민국
  - 타이베이 - 타이완 타오위안 국제공항

#### 동남아시아
- 말레이시아
  - 쿠알라룸푸르 - 쿠알라룸푸르 국제공항
- 싱가포르
  - 싱가포르 - 싱가포르 창이 국제공항
- 인도네시아
  - 자카르타 - 수카르노 하타 국제공항
  - 덴파사르 - 응우라라이 국제공항
- 태국
  - 방콕 - 수완나품 국제공항
- 필리핀
  - 마닐라 - 니노이 아키노 국제공항

#### 남아시아
- 스리랑카
  - 콜롬보 - 반다라나이케 국제공항 계절편
- 인도
  - 델리 - 인디라 간디 국제공항
  - 뭄바이 - 차트라파티 시바지 국제공항
  - 첸나이 - 첸나이 국제공항

#### 서남아시아
- 바레인
  - 마나마 - 바레인 국제공항
- 아랍에미리트
  - 아부다비 - 아부다비 국제공항
  - 두바이 - 두바이 국제공항
- 이스라엘
  - 텔아비브 - 벤구리온 국제공항
- 오만
  - 무스카트 - 무스카트 국제공항
- 쿠웨이트
  - 쿠웨이트 시티 - 쿠웨이트 국제공항

#### 중앙아시아
- 카자흐스탄
  - 아스타나 - 누르술탄 나자르바예프 국제공항
  - 알마티 - 알마티 국제공항

### 아프리카

#### 서아프리카
- 가나
  - 아크라 - 코토카 국제공항
- 나이지리아
  - 라고스 - 무르탈라 모하메드 국제공항
- 우간다
  - 엔테베 - 엔테베 국제공항

#### 남아프리카
- 나미비아
  - 빈트후크 - 호세아 쿠타코 국제공항
- 남아프리카 공화국
  - 케이프타운 - 케이프타운 국제공항
  - 요하네스버그 - OR 탐보 국제공항
- 탄자니아
  - 다르에스살람 - 줄리어스 니에레레 국제공항
  - 킬리만자로 - 킬리만자로 국제공항

#### 동아프리카
- 모리셔스
  - 포트루이스 - 시우 사구르 람룰람경 국제공항 계절편
- 케냐
  - 나이로비 - 조모 케냐타 국제공항

#### 북아프리카
- 리비아
  - 트리폴리 - 트리폴리 국제공항

### 유럽

#### 서유럽
- 영국
  - 런던 - 런던 히드로 국제공항
  - 글래스고 - 글래스고 공항
  - 노리치 - 노리치 국제공항
  - 뉴캐슬 - 뉴캐슬 공항
  - 리즈 - 리즈 브래드포드 공항
  - 맨체스터 - 맨체스터 공항
  - 버밍엄- 버밍엄 공항
  - 벨파스트 - 벨파스트 국제공항
  - 브리스톨 - 브리스톨 국제공항
  - 애버딘 - 애버딘 공항
  - 카디프 - 카디프 공항
  - 험버사이드 - 험버사이드 공항
- 프랑스
  - 파리 - 파리 샤를 드 골 국제공항
  - 낭트 - 낭트 아틀랑티크 공항
  - 니스 - 니스 코트다쥐르 공항
  - 리옹 - 생텍쥐페리 국제공항
  - 마르세유 - 마르세유 프로방스 공항
  - 몽펠리에 - 몽펠리에 메디테라네 공항
  - 뮐루즈 - 바젤 뮐루즈 프라이부르크 공항
  - 보르도 - 보르도 메리냑 공항
  - 툴루즈 - 툴루즈 블라냑 공항
  - 클레르몽/페랑 - 오베르뉴 공항
- 독일
  - 베를린 - 베를린 테겔 국제공항
  - 프랑크푸르트 - 프랑크푸르트 국제공항
  - 뒤셀도르프 - 뒤셀도르프 국제공항
  - 뮌헨 - 뮌헨 국제공항
  - 뮌스터/오스나브뤽 - 뮌스터 오스나브뤽 공항
  - 슈투트가르트 - 슈투르가르트 공항
  - 프라이부르크 - 바젤 뮐루즈 프라이부르크 공항
  - 하노버 - 하노버 공항
  - 함부르크 - 함부르크 공항
- 아일랜드
  - 더블린 - 더블린 국제공항
- 네덜란드
  - 암스테르담 - 암스테르담 스키폴 국제공항 허브
  - 로테르담 - 로테르담 국제공항
- 벨기에
  - 브뤼셀 - 브뤼셀 국제공항
- 룩셈부르크
  - 룩셈부르크 - 룩셈부르크 핀델 국제공항

#### 중유럽
- 스위스
  - 제네바 - 제네바 국제공항
  - 취리히 - 취리히 국제공항
  - 바젤 - 바젤 뮐루즈 프라이부르크 공항
- 오스트리아
  - 빈 - 빈 국제공항
  - 그라즈 - 그라즈 공항

#### 남유럽
- 그리스
  - 아테네 - 아테네 국제공항
- 스페인
  - 마드리드 - 마드리드 바라하스 국제공항
  - 바르셀로나 - 바르셀로나 엘프라트 국제공항
  - 말라가 - 말라가 공항
  - 알리칸테 - 알리칸테 공항
  - 이비자 - 이비자 공항 계절편
- 이탈리아
  - 로마 - 레오나르도 다 빈치 국제공항
  - 밀라노 - 밀라노 말펜사 국제공항
  - 나폴리 - 나폴리 국제공항
  - 베네치아 - 베니스 마르코 폴로 국제공항
  - 볼로냐 - 볼로냐 굴리엘모 마르코니 국제공항
  - 카타니아 - 카타니아 폰타나로사 공항
  - 칼리아리 - 칼리아리 엘마스 공항
- 튀르키예
  - 이스탄불 - 이스탄불 아르나부코이 국제공항
- 포르투갈
  - 리스본 - 리스본 포르텔라 국제공항
  - 포르투 - 포르투 공항

#### 동유럽
- 러시아
  - 모스크바 - 셰레메티예보 국제공항
  - 상트페테르부르크 - 풀코보 국제공항
- 루마니아
  - 부쿠레슈티 - 헨리 코안더 국제공항
- 에스토니아
  - 탈린 - 탈린 공항
- 우크라이나
  - 키예프 - 보리스필 국제공항
- 체코
  - 프라하 - 프라하 바츨라프 하벨 국제공항
- 크로아티아
  - 자그레브 - 자그레브 국제공항
  - 스플리트 - 스플리트 공항 계절편
- 폴란드
  - 바르샤바 - 바르샤바 프레드릭 쇼팽 국제공항
  - 그단스크 - 그단스크 국제공항
  - 브로츠와프 - 브로츠와프 코페르니쿠스 국제공항
  - 크라쿠프 - 크라쿠프 발리체 국제공항
- 헝가리
  - 부다페스트 - 부다페스트 페리 헤지 국제공항

#### 북유럽
- 노르웨이
  - 오슬로 - 오슬로 가르데르모엔 국제공항
  - 베르겐 - 베르겐 공항
  - 산데피오르 - 산네피오르 공항
  - 스타방에르 - 스타방에르 공항
  - 크리스티안산 - 크리스티안산 공항
  - 트론헤임 - 트론헤임 공항
- 덴마크
  - 코펜하겐 - 코펜하겐 카스트럽 국제공항
  - 빌룬 - 빌룬 공항
  - 올보르 - 올보르 공항
- 스웨덴
  - 스톡홀름 - 스톡홀름 알란다 국제공항
  - 예테보리 - 예테보리 란테보리 공항
  - 옌셰핑 - 옌셰핑 공항
- 핀란드
  - 헬싱키 - 헬싱키 반타 국제공항

### 아메리카

#### 북아메리카
- 미국
  - 워싱턴 D.C - 워싱턴 덜레스 국제공항
  - 뉴욕 - 뉴욕 존 F. 케네디 국제공항
  - 라스베가스 - 매캐런 국제공항
  - 로스앤젤레스 - 로스앤젤레스 국제공항
  - 마이애미 - 마이애미 국제공항 계절편
  - 미니애폴리스 - 미니애폴리스 세인트폴 국제공항
  - 보스턴 - 보스턴 로건 국제공항
  - 샌프란시스코 - 샌프란시스코 국제공항
  - 솔트레이크 시티 - 솔트레이크시티 국제공항 계절편
  - 시카고 - 시카고 오헤어 국제공항
  - 애틀랜타 - 하츠필드 잭슨 애틀랜타 국제공항
  - 포틀랜드 - 포틀랜드 국제공항
  - 휴스턴 - 조지 부시 인터콘티넨털 공항
- 캐나다
  - 몬트리올 - 몬트리올 피에르 엘리오트 트뤼도 국제공항
  - 밴쿠버 - 밴쿠버 국제공항
  - 토론토 - 피어슨 국제공항
- 멕시코
  - 멕시코시티 - 멕시코시티 국제공항
- 코스타리카
  - 산호세 - 후안 산타마리아 국제공항 계절편
  - 라이베리아 - 다니엘 오두베르 키로스 국제공항 계절편 - (2019년 10월 29일 신규취항)
- 파나마
  - 파나마시티 - 토쿠멘 국제공항

#### 남아메리카
- 브라질
  - 리우데자네이루 - 리우데자네이루 갈레앙 국제공항
  - 상파울루 - 상파울루 구아룰류스 국제공항
- 수리남
  - 파라마리보 - 파라마리보 공항
- 아르헨티나
  - 부에노스아이레스 - 미니스토로 피스타리니 국제공항
- 에콰도르
  - 키토 - 마리스칼 수크레 국제공항
  - 과야킬 - 호세 호아킨데 올메도 국제공항
- 콜롬비아
  - 보고타 - 엘도라도 국제공항
  - 바랑키야 - 바랑키야 국제공항
  - 카르타헤나 - 라파엘 뉴녜즈 국제공항
- 칠레
  - 산티아고 - 코모도로 아르투로 메리노 베니테스 국제공항
- 페루
  - 리마 - 호르헤차베스 국제공항

#### 카리브해
- 네덜란드령 안틸레스
  - 보네르섬 - 플라밍고 국제공항
  - 신트마르턴 - 프린세스 줄리아나 국제공항
  - 퀴라소 - 하토 국제공항
- 아루바
  - 오라녜스타트 - 오라녜스타트 국제공항
- 쿠바
  - 아바나 - 호세 마르티 국제공항

## 단항 노선

### 아시아

#### 동아시아
- 일본
  - 나고야 - 나고야 코마키 공항
  - 삿포로 - 신치토세 공항
  - 후쿠오카 - 후쿠오카 공항

#### 동남아시아
- 말레이시아
  - 페낭 - 페낭 국제공항
- 미얀마
  - 양곤 - 양곤 국제공항
- 베트남
  - 호치민 - 떤선녓 국제공항
- 인도네시아
  - 메단 - 쿠알라나무 국제공항
  - 수라바야 - 주안다 국제공항
  - 팔렘방 - 술탄 마흐무드 바다루딘 2세 국제공항
  - 비아크 - 프랑 카이시에포 공항

#### 남아시아
- 방글라데시
  - 다카 - 샤잘랄 국제공항
- 인도
  - 콜카타 - 네타지 수바스 찬드라 보스 국제공항
  - 하이데라바드 - 라지브 간디 국제공항
  - 조드푸르 - 조드푸르 공항

#### 서남아시아
- 레바논
  - 베이루트 - 베이루트 국제공항
- 사우디아라비아
  - 리야드 - 킹 칼리드 국제공항
  - 제다 - 킹 압둘아지즈 국제공항
  - 다란 - 다란 국제공항
- 시리아
  - 다마스쿠스 - 다마스쿠스 국제공항
- 예멘
  - 사나 - 사나 국제공항
- 요르단
  - 암만 - 퀸 알리아 국제공항
  - 암만 - 암만 민간공항
- 이라크
  - 바그다드 - 바그다드 국제공항
  - 바스라 - 바스라 국제공항
- 이란
  - 테헤란 - 테헤란 메흐라바드 국제공항
  - 테헤란 - 테헤란 이맘 호메이니 국제공항
  - 아바단 - 아바단 공항
- 카타르
  - 도하 - 도하 국제공항 - 뉴도하 국제공항으로 노선 이양
  - 도하 - 뉴도하 국제공항
- 파키스탄
  - 카라치 - 진나 국제공항

#### 중앙아시아
- 아제르바이잔
  - 바쿠 - 헤이다르 알리예프 국제공항
- 조지아
  - 트빌리시 - 트빌리시 국제공항

### 아프리카

#### 서아프리카
- 기니
  - 코나크리 - 코나크리 국제공항
- 나이지리아
  - 아부자 - 은남디 아지키웨 국제공항
  - 카노 - 말람 아미누 카노 국제공항
- 라이베리아
  - 몬로비아 - 로버츠 국제공항
- 시에라리온
  - 프리타운 - 룽기 국제공항
- 코트디부아르
  - 아비장 - 포르부에 공항
- 토고
  - 로메 - 로메 토코인 공항

#### 남아프리카
- 말라위
  - 릴롱궤 - 릴롱궤 국제공항
- 잠비아
  - 루사카 - 루사카 국제공항
- 짐바브웨
  - 하라레 - 하라레 국제공항
- 콩고 공화국
  - 브라자빌 - 마야마야 공항

#### 동아프리카
- 수단
  - 하르툼 - 하르툼 국제공항
- 에티오피아
  - 아디스아바바 - 볼레 국제공항

#### 북아프리카
- 리비아
  - 벵가지 - 베니나 국제공항
- 모로코
  - 카사블랑카 - 모하메드 V 국제공항
- 이집트
  - 카이로 - 카이로 국제공항
- 튀니지
  - 튀니스 - 튀니스 카르타고 국제공항

### 유럽

#### 서유럽
- 영국
  - 런던 - 런던 개트윅 국제공항
  - 런던 - 런던 루턴 공항
  - 런던 - 런던 크라이던 공항
  - 건지 - 건지 공항
  - 리버풀 - 리버풀 존 레넌 공항
  - 맨스턴 - 맨스턴 공항
  - 벨파스트 - 벨파스트 공항
  - 사우샘프턴 - 사우샘프턴 공항
  - 이스트 미들랜드 - 이스트 미들랜드 공항
  - 저지 - 저지 공항
  - 헐 - 헐 공항
- 프랑스
  - 파리 - 파리 오를리 국제공항
  - 파리 - 파리 르부르제 공항
  - 스트라스부르 - 스트라스부르 공항
- 독일
  - 베를린 - 베를린 템펠호프 공항
  - 쾰른/본 - 쾰른 본 공항
  - 드레스덴 - 드레스덴 공항
- 아일랜드
  - 섀넌 - 섀넌 공항
- 네덜란드
  - 로테르담/헤이그 - 로테르담 헤이그 공항
  - 마스트리흐트 - 마스트리흐트 아헨 공항
  - 에인트호번 - 에인트호번 공항
- 벨기에
  - 앤트워프 - 앤트워프 국제공항

#### 중유럽
- 오스트리아
  - 인스부르크 - 인스부르크 공항
  - 잘츠부르크 - 잘츠부르크 공항

#### 남유럽
- 세르비아
  - 베오그라드 - 베오그라드 니콜라 테슬라 국제공항
- 스페인
  - 라스팔마스 - 그란 카나리아 공항
- 이탈리아
  - 베로나 - 베로나 빌라프란카 공항
- 키프로스
  - 라르나카 - 라르나카 국제공항
- 튀르키예
  - 앙카라 - 에센보아 국제공항
  - 이스탄불 - 이스탄불 아타튀르크 국제공항

#### 동유럽
- 라트비아
  - 리가 - 리가 국제공항

#### 북유럽
- 노르웨이
  - 오슬로 - 오슬로 포르네부 국제공항 - 오슬로 가르데르모엔 국제공항로 노선 이양
- 스웨덴
  - 말뫼 - 말뫼 공항

### 아메리카

#### 북아메리카
- 미국
  - 뉴어크 - 뉴어크 리버티 국제공항
  - 댈러스 - 댈러스 포트워스 국제공항
  - 디트로이트 - 디트로이트 메트로폴리탄 웨인 카운티 국제공항
  - 멤피스 - 멤피스 국제공항
  - 미니애폴리스 - 미니애폴리스 세인트폴 국제공항
  - 볼티모어 - 볼티모어 워싱턴 국제공항
  - 시애틀 - 시애틀 타코마 국제공항
  - 앵커리지 - 테드 스티븐스 앵커리지 국제공항
  - 호놀룰루 - 호놀룰루 국제공항
- 캐나다
  - 오타와 - 오타와 맥도널드 카르티에 국제공항
- 과테말라
  - 과테말라 시티 - 아우로라 국제공항

#### 남아메리카
- 가이아나
  - 조지타운 - 아킨슨 공항
- 우루과이
  - 몬테비데오 - 카라스코 국제공항
- 베네수엘라
  - 카라카스 - 시몬 볼리바르 국제공항
- 콜롬비아
  - 칼리 - 알폰소 보니야 아라곤 국제공항
  - 바랑키야 - 솔리다드 공항

#### 카리브해
- 세인트키츠 네비스
  - 바스테르 - 골든 록 공항
- 자메이카
  - 킹스턴 - 노먼 맨리 국제공항
- 트리니다드 토바고
  - 포트오브스페인 - 피아르코 국제공항

### 오세아니아
- 오스트레일리아
  - 시드니 - 시드니 킹스포드 스미스 국제공항
  - 멜버른 - 멜버른 공항

## 같이 보기
- 에어 프랑스의 운항 노선